# Bruck an der Großglocknerstraße
Bruck an der Großglocknerstraße – gmina w Austrii, w kraju związkowym Salzburg, w powiecie Zell am See. Liczy 4582 mieszkańców (1 stycznia 2015).

## Osoby związane z miejscowością

### Urodzeni
- Erwin Thoma (1962) – austriacki doktor nauk leśnych

## Współpraca
Miejscowość partnerska:
- Bad Emstal, Niemcy